# Ricky Warwick
Ricky Warwick (Newtownards, 11 luglio 1966) è un cantante e chitarrista britannico.
Ha esordito come frontman della band scozzese The Almighty. Successivamente è stato scelto come cantante della nuova formazione dei Thin Lizzy, evolutasi poi in Black Star Riders.
Il suo stile è ispirato sia a quello di cantautori come Bruce Springsteen, Bob Dylan e Johnny Cash, che a band come Motörhead, MC5, Stiff Little Fingers e The Clash.

## Discografia

### Da solista
- 2003 – Tattoos & Alibis
- 2005 – Love Many Trust Few
- 2007 – Love Owes (EP)
- 2009 – Belfast Confetti
- 2014 – Hearts on Trees
- 2014 – When Patsy Cline Was Crazy (And Guy Mitchell Sang the Blues)
- 2015 – Stairwell Troubadour

### Con i The Almighty
- 1989 – Blood, Fire and Love
- 1990 – Blood, Fire and Live
- 1991 – Soul Destruction
- 1993 – Powertrippin'
- 1994 – Crank
- 1995 – Crank and Deceit: Live in Japan
- 1996 – Just Add Life
- 2000 – The Almighty
- 2001 – Psycho-Narco
- 2002 – Wild and Wonderful
- 2008 – All Proud, All Live, All Mighty

### Con i Black Star Riders
- 2013 – All Hell Breaks Loose
- 2015 – The Killer Instinct
- 2017 – Heavy Fire
- 2019 – Another State of Grace